# Amir Hetsroni
Amir Hetsroni, född 6 februari 1968 i Tel Aviv, är en israelisk professor i kommunikation. Han är också en romanförfattare och publicist i Israel känd för sina kontroversiella åsikter.

## Biografi
Amir Hetsroni föddes som det enda barnet till Sima Kolker (1932–2011) och David Hetsroni (tidigare Shtagovsky; 1933–2016). Efter att ha avslutat gymnasiestudierna blev han inkallad till Israels försvarsstyrka i tre år. Han var först utplacerad i Nablus och som säkerhetsvakt på en militärbas i Tel Aviv innan han tjänstgjorde som militärkorrespondent i två år. Han tog examen i psykologi, film och television från Tel Aviv University 1993 och masterexamen 1996. År 1999 tog han  doktorsexamen i kommunikation från Hebrew University of Jerusalem. Han arbetade som universitetslektor vid Max Stern Yezreel Valley College från 2000 till 2009 och blev sedan professor vid Ariel University som sparkade honom 2014 efter en artikel han skrivit som stödde BDS-rörelsen och motsatte sig Gazakriget 2014. I maj 2015 lämnade han Israel för att flytta till Danmark.
Efter att ha bott i Köpenhamn ett tag flyttade han till Kina och undervisade vid Xi'an Jiaotong-Liverpool University i Suzhou i ett år. Sedan flyttade han till Turkiet och blev docent på heltid vid Koç University i Istanbul. Hetsroni publicerade hundratals op-ed-artiklar som uttryckte postsionistiska åsikter, en roman פיצוחים ("Familjefejd" - hebreiska) om väggblomsuppfostran på 1980-talet, och en grafisk roman אבוד בסין ("Lost in China" - hebreiska) skriven i samarbete med Racheli Rottner och baserat på hans turbulenta delvis öppna relation med Shirin Noufi – en israelisk-arabisk advokat. Hetsroni är avsiktligt barnfri.
I maj 2020, som en del av Switzerland International Film Festivals (SIFF) officiella tävling, visades en lång dokumentär, Amir Hetsroni: Case Study, gjord av den schweizisk-israelske psykologen och filmregissören Giuseppe (Yossi) Strenger. Filmen spelades in i slutet av 2016, på den månad som följer David Hetsronis - Amir far - död, och utspelar Amirs sorgeprocess och hans relation med Shirin Noufi, hans partner vid den tidpunkten. Filmen vann förstapris i festivalens kategori "Bästa dokumentärfilm". Senare samma år valdes Amir Hetsroni: Case Study också ut till "Out of The Can Film Festival" i England och till Austria International Film Festival, där den har vunnit priset för "Bästa redigering".

## Akademiskt arbete
Hetsroni har skrivit och redigerat fyra böcker och nästan 100 tidskriftsartiklar och bokkapitel. Hans huvudsakliga forskningsområden är sex, våld och annat kontroversiellt innehåll i tv-program och reklamfilmer och deras effekt på vår uppfattning om vardagslivet. Han visade att i motsats till vanlig visdom är det mer sannolikt att slutenvårdspatienter i medicinsk drama och att religiösa tittare tenderar att vara mindre rädda för brott och terror eftersom de tittar mer på tv än icke-religiösa tittare. Hetsroni ansluter sig i huvudsak till kultiveringsskolan som menar att rutinmässigt tv-tittande omedvetet påverkar tittarna till att se världen med tv-ögon, men han antar ofta ett mer begränsat effektparadigm än teoriförespråkarna George Gerbner och Larry Gross. Hetsronis mest originella bidrag till den vetenskapliga litteraturen är uppfattningen om pluralistisk medieokunnighet enligt vilken ju mer mättad startskärmen är med stötande innehåll, desto mer sannolikt är det att tittarna överskattar innehållets faktiska förekomst på grund av svårigheten att räkna.
Han var biträdande redaktör för Communication Research Reports och Corporate Communications och är listad bland de 100 mest produktiva författarna inom reklamstipendier i en studie publicerad 2008 i Journal of Advertising.

## Politiska åsikter och ideologiska debatter
Hetsroni beskriver sig själv som en "antisionist som inte är pro-arabisk". Han har uttalat sig till förmån för kolonialism och mot att ta emot flyktingar från tredje världen. Sedan början av 2010-talet har Hetsronis namn förknippats med olika skandaler där han uttryckt en splittrad åsikt. År 2011, när en socialistisk demonstrant satte sig själv vid en demonstration, kommenterade Hetsroni att detta var "ett billigt sätt att bli av med en social parasit". År 2013 beskrev han feministiska kvinnor som marscherar i SlutWalk som "för skrymmande för att bli tittade på" och sade att om han behövde välja mellan att rädda en feminist och att rädda en katt, skulle han rädda katten eftersom katter är mer tacksamma än vad feminister är. Han stämde för förtal en feministisk aktivist som kallade honom "misogyn konsument av prostitution" och vann. År 2014 beskrev han det israeliska kriget i Gaza som en massaker, och 2015 gav han Mizrahi-judar skulden för högerns seger i parlamentsvalet och tillade att dessa judar borde ha stannat i sitt hemland. Detta ledde till offentliga protester och krav på att förhöra Hetsroni för spridning av rasism och hatretorik. Ytterligare krav kom 2016, när Hetsroni skändade nationalflaggan genom att lägga upp en bild där han använder flaggan för att moppa golvet i sitt hus och 2017 när han lade upp en bild på sig själv leende på soldaternas gravar och sa att de var "idioter som inte visste hur de skulle undvika värnplikten". Israels justitieminister avvisade alla påståenden om att ställa Hetsroni inför rätta och föreskrev att hans ord faller inom ramen för yttrandefriheten. År 2018 stämde Hetsroni Facebook som blockerat hans konto för påstådd spridning av hatpropaganda och hävdade att hans publikationer utgör legitim satir. Domstolen avvisade fallet och beslutade att även om många av Hetsronis publikationer kan räknas som satir och även om ingen av dem specifikt bryter mot statliga lagar så bryter de ändå mot Facebooks riktlinjer.
Senast kallade en känd rabbin, Meir Mazuz, Hetsroni för "djävulens inkarnation". Hetsroni själv meddelade stolt att han "inte längre är jude".